# Татарский конный полк
Татарский конный полк — один из полков Кавказской туземной конной дивизии, который был сформирован из закавказских татар или тюрок (азербайджанцев, согласно нынешней этимологии) Елизаветпольской губернии и Борчалинского уезда Тифлисской губернии, а также жителей Бакинской губернии.

## Формирование полка
Кавказская туземная конная дивизия, более известная как «Дикая дивизия», была сформирована из добровольцев-мусульман, уроженцев Кавказа и Закавказья, которые, по российскому законодательству того времени, не подлежали обязательному призыву на военную службу.
26 июля 1914 года Главнокомандующий войсками Кавказского военного округа генерал от кавалерии генерал-адъютант, граф И. И. Воронцов-Дашков обратился через военного министра к императору с предложением использовать «воинственные кавказские народы», чтобы сформировать из них войсковые части. 27 июля последовало высочайшее соизволение сформировать из туземцев Кавказа и Закавказья, на время военных действий, несколько полков, в числе которых был и Татарский конный полк.
Из отношения начальника штаба Кавказского военного округа генерал-лейтенанта Н. Н. Юденича Елизаветпольскому губернатору Г. Ковалеву № 1271 от 5 августа 1914 года:
Препровождая копию телеграммы Главнокомандующего, сообщаю , что последовало ВЫСОЧАЙШЕЕ соизволение на сформирование перечисленных в телеграмме туземных частей и указано теперь же принять меры по подготовке безотлагательного формирования этих частей ...Для формирования Татарского конного полка Его Сиятельство желает избрать лицо высоко авторитетное среди татар, которое могло бы занять соответствующую должность в этом полку, поэтому прошу Вас указать не имеется ли у Вас в виду среди татар такого офицера, который мог бы выполнить это трудное дело, а также других офицеров, которыми можно было бы пополнить офицерский состав полка. Командира полка Его Сиятельство желает выбрать лично сам.
Согласно утвержденным штатам, каждый конный полк четырехсотенного состава насчитывал 22 офицера, 3 военных чиновников, 1 полкового муллу, 575 строевых нижних чинов (всадников) и 68 нестроевых нижних чинов. 1-я сотня состояла из уроженцев Казахского уезда, 2-я сотня Шушинского, Джеванширского уездов, 3-я сотня Арешского, Зангезурского, Карягинского и Нухинского уездов Елизаветпольской губернии, 4-я сотня Борчалинского уезда Тифлисской губернии.
Полки дивизии были объединены в три бригады. Татарский конный полк вместе с Чеченским полком входил в состав 2-й бригады, которой командовал полковник Константин Хагондоков.
Командиром Кавказской туземной конной дивизии высочайшим приказом от 23 августа был назначен младший брат царя, генерал-майор Свиты великий князь Михаил Александрович. Начальником штаба дивизии был назначен Генерального штаба полковник Яков Давидович Юзефович, литовский татарин магометанского вероисповедания, служивший в Ставке Верховного Главнокомандующего.
Командиром Татарского конного полка был назначен Генерального штаба подполковник П. А. Половцов. Помощниками командира полка были назначены уроженец города Баку, подполковник В. Д. Старосельский и ротмистр Шахверди Хан Зиятханов. К Татарскому конному полку был прикомандирован также подполковник 10-го драгунского Новгородского Е. В. короля Вюртембергского полка принц Фейзулла Мирза Каджар.

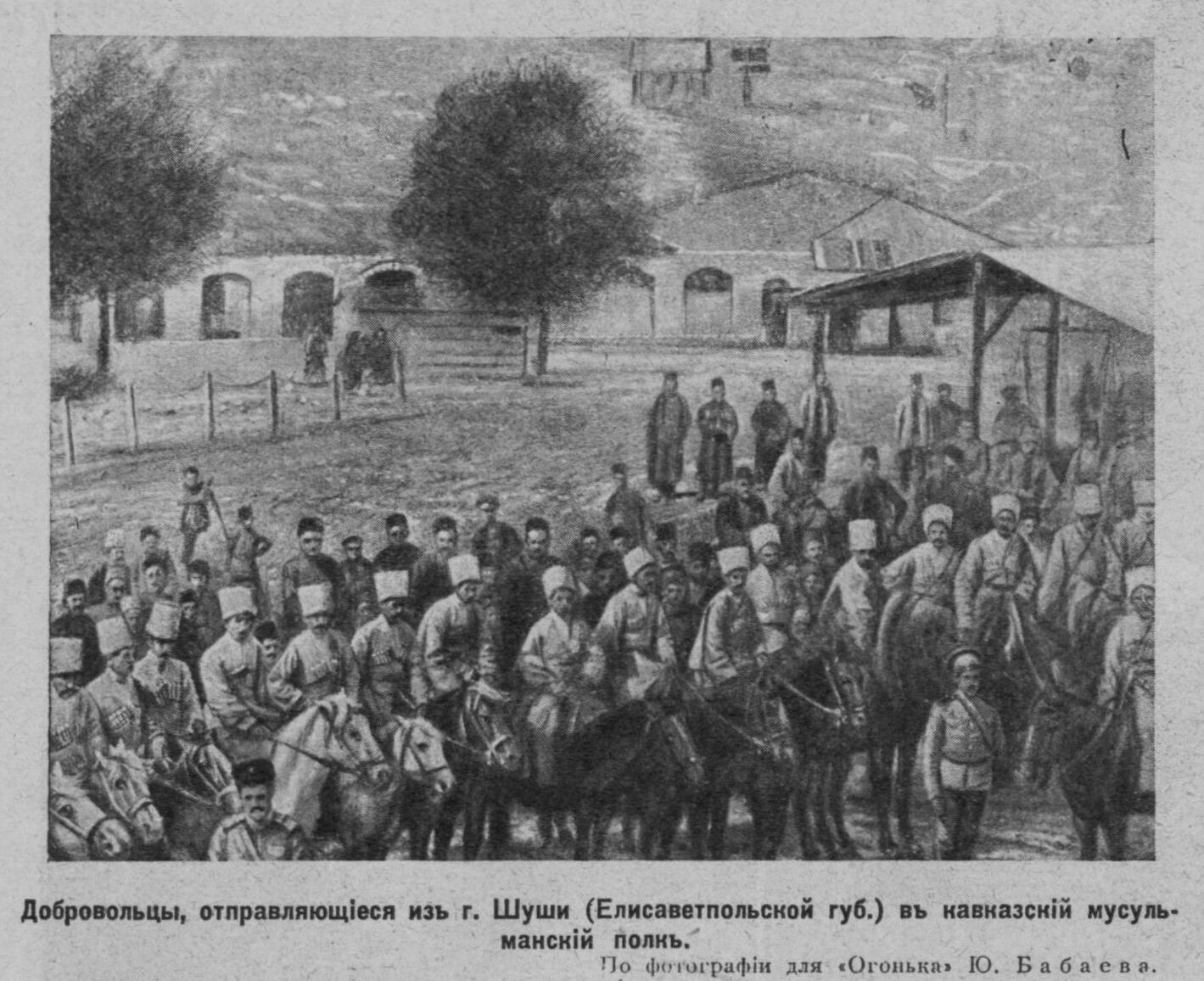
Добровольцы, отправляющиеся из г. Шуши (Елисаветпольской губ.) в кавказский мусульманский полк («Огонёк», № 45, 1914 г.)

В начале августа 1914 года было объявлено о начале записи добровольцев в формируемые полки. Согласно данным Елизаветпольского губернатора уже к 27 августа «добровольцев мусульман записалось в Татарский полк свыше двух тысяч». В связи с тем, что требовалось только 400 человек, в том числе одна сотня из азербайджанцев (согласно тогдашней терминологии — «татар»), жителей Борчалинского уезда Тифлисской губернии, дальнейшая запись была прекращена. Губернатор также передал помощнику главнокомандующего Кавказской армией генералу от инфантерии А. З. Мышлаевскому просьбу добровольцев
выдать формируемому в Елизаветполе Татарскому полку знамя, высочайше пожалованное императором Николаем I бывшему Татарскому полку (1-й Конно-мусульманский полк, сформированный в годы русско-турецкой войны 1828—1829 годов), хранящееся в Шушинском уездном управлении.
Несмотря на то, что мусульмане имели полное моральное основание никакого участия в «русской» войне не принимать: прошло ведь не так много лет со времени окончания Кавказской войны, и многие воины-кавказцы были внуками и, возможно даже, сыновьями людей, с оружием в руках противостоявших российским войскам, тем не менее, сформированная из добровольцев мусульманская дивизия выступила на защиту России.
Прекрасно это сознавая, Николай II во время пребывания в Тифлисе в ноябре 1914 года обратился к депутации мусульман со следующими словами:
Выражаю мою сердечную благодарность всем представителям мусульманского населения Тифлисской и Елизаветпольской губерний, отнесшегося так искренно в переживаемое трудное время, доказательством чему служит снаряжение мусульманским населением Кавказа шести конных полков в состав дивизии, которая под командою моего брата отправилась для борьбы с общим нашим врагом. Передайте мою сердечную благодарность всему мусульманскому населению за любовь и преданность России.
К началу сентября формирование Татарского конного полка было завершено. Из телеграммы Елизаветпольского губернатора Г. С. Ковалева командиру Кавказской туземной конной дивизии великому князю Михаилу Александровичу от 10 сентября 1914 года
Сегодня при громадном стечении народа, в присутствии представителей высшего сословия губернии, был отслужен напутственный молебен сформированным сотням Татарского полка... Мусульмане льстят себя надеждой, что с Божьей помощью они... дадут «просвещенным врагам» уроки рыцарства и чести.
Вскоре полк выступил в Армавир, определенный как сборный пункт частей Кавказской туземной конной дивизии. В Армавире с полками знакомился командир дивизии великий князь Михаил Александрович. В конце сентября полки дивизии были переброшены на Украину, где продолжали готовиться к боевой работе. Татарский конный полк дислоцировался в районе Жмеринки.

## Участие в боевых действиях

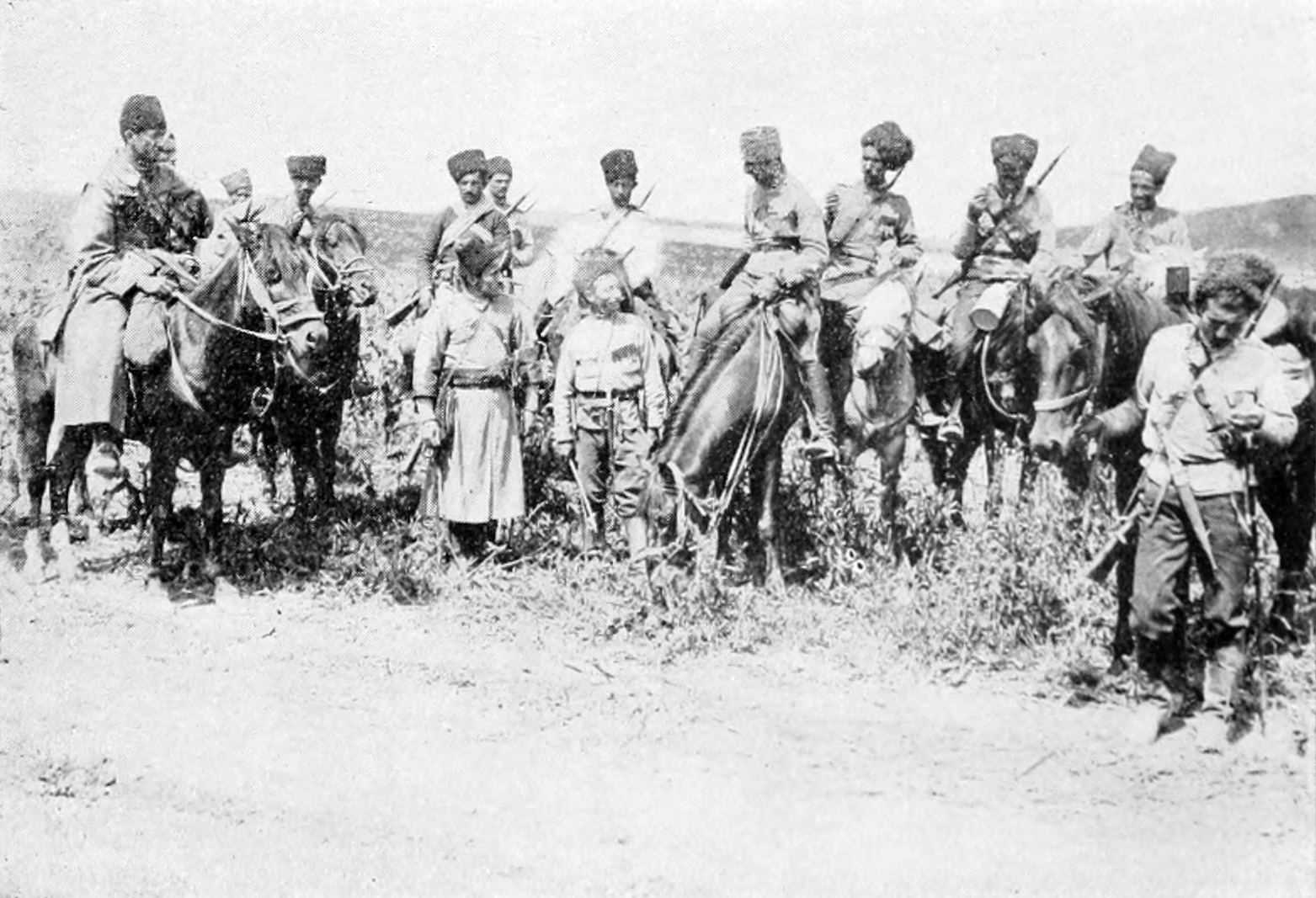
Кавалеристы Татарского полка на разведке, июль 1917 года

В начале ноября Кавказская туземная конная дивизия была включена в состав 2-го кавалерийского корпуса генерал-лейтенанта Гусейн Хана Нахичеванского. С 15 ноября была начата переброска частей дивизии к Львову. 26 ноября, в Львове, командир корпуса Хан Нахичеванский произвел смотр дивизии.
Прямо со смотра полки дивизии выдвигались в район юго-западнее города Самбора, где на берегу реки Саны заняли указанный им боевой участок. Началась тяжелая боевая зимняя работа в Карпатах. Дивизия вела тяжелые бои у Полянчика, Рыбне, Верховины-Быстра. Особо тяжелые кровопролитные бои были в декабре 1914 года на Сане и в январе 1915 года в районе Ломна-Лутовиска, где дивизия отражала наступление противника на Перемышль.
В феврале 1915 года дивизия провела ряд успешных наступательных операций. 15 февраля Татарский полк вел ожесточенный бой в районе деревни Бринь. В результате упорного сражения, рядом рукопашных схваток противник был выбит из этого населенного пункта. Командир полка подполковник Половцов был награждён орденом Святого Георгия 4-й степени.
Из телеграммы командира конного Татарского полка полковника Половцова Елизаветпольскому губернатору Г. Ковалеву:
Татарский полк первым из Туземной дивизии заслужил своему командиру Георгиевский крест. Гордясь высокой наградой, считаю её исключительно лестной оценкой высоких воинских качеств и беззаветной отваги татарских всадников. Прошу вас принять выражение моего глубочайшего восхищения перед беспримерной доблестью мусульманских воинов Елизаветпольской губернии. Половцов.
В этом бою отличился и полковник принц Фейзулла Мирза Каджар, который также был удостоен ордена святого Георгия Победоносца 4-й степени. Из наградного представления:
15 февраля 1915 г., приняв по собственной инициативе команду над 4 сотнями Уманского казачьего полка, имевшими только одного офицера, повел их в решительное наступление под сильным ружейным и пулеметным огнём, дважды возвращал отступавших казаков и благодаря решительным действиям способствовал занятию деревни Бринь.
17 февраля 1915 года полковник принц Фейзулла Мирза Каджар был назначен командиром Чеченского конного полка, сменив погибшего накануне в бою командира полка полковника А. Святополк-Мирского.
21 февраля 1915 года командир дивизии великий князь Михаил Александрович получил приказ командира 2-го кавалерийского корпуса генерал-лейтенанта Хана Нахичеванского выбить противника из местечка Тлумач. Для решения поставленной задачи командир дивизии двинул вперед Татарский полк, а затем и Чеченский полк. В результате упорного сражения Тлумач был занят. К концу февраля части 2-го кавалерийского корпуса выполнили поставленную перед ними боевую задачу в Карпатской операции войск Юго-Западного фронта.
В июле-августе 1915 года Кавказская туземная конная дивизия вела тяжелые бои на левобережье Днестра. Здесь вновь отличился полковник принц Фейзулла Мирза Каджар.
Из приказа командира Кавказской туземной конной дивизии:
Особенно выказал он высокую доблесть в период тяжелых боев в районе Винятынцы (12—15 августа 1915 г.), когда, командуя 2-й бригадой, потерявшей около 250 всадников, отбил 5 яростных атак австрийцев ….
В начале 1916 года произошли большие изменения в командном составе дивизии. 14 января 2-ю бригаду принял генерал-майор С. А. Дробязгин. 4 февраля великий князь Михаил Александрович высочайшим приказом был назначен командующим 2-м кавалерийским корпусом. Командиром дивизии был назначен генерал-майор (генерал-лейтенант с 12 июля 1916 года) Д. П. Багратион. Назначенного начальником штаба 2-го кавалерийского корпуса генерал-майора Я. Д. Юзефовича на посту начальника штаба дивизии сменил командир Татарского конного полка полковник Половцов. Полковник Кабардинского конного полка князь Федор Николаевич (Тембот Жанхотович) Бекович-Черкасский был назначен командиром Татарского конного полка.
31 мая 1916 года полковник Бекович-Черкасский, получив приказ выбить противника из деревни Тышковцы, лично повел в атаку под ураганным огнём австрийцев три сотни Татарского полка. В результате конной атаки деревня была занята. До середины дня австрийцы несколько раз пытались отбить Тышковцы, но безрезультатно.
Через некоторое время на выручку Татарскому полку подошли две сотни чеченцев полковника Каджара, два орудия конно-горного дивизиона и батальон пехотного Заамурского полка. В Тышковцы также прибыл и вступил в командование оборонявшим село отрядом командир 2-й бригады генерал-майор Дробязгин. В течение дня было отбито пять атак противника. Помимо 177 пленных австрийцы потеряли только убитыми 256 человек. За этот бой командир Татарского конного полка полковник князь Бекович-Черкасский был представлен к ордену Святого Георгия Победоносца 3-й степени. Кстати, за весь период войны, полковник князь Бекович-Черкасский оказался единственным офицером из туземцев дивизии, представленным к ордену св. Георгия 3-й степени. В первой декаде июня Татарский конный полк в составе 2-й бригады дивизии вел бои на западе от Черновиц. Преодолевая упорное сопротивление противника, бригада к середине июня вышла к реке Черемош, на противоположном берегу которой закрепились австрийцы. 15 июня Чеченский и Татарский полки под ожесточенным огнём противника форсировали реку и с ходу захватив деревню Ростоки, с боями стали продвигаться вперед на северо-запад к Буковинским Карпатам в направлении города Ворохты в верховьях реки Прут.
7 мая командир Чеченского конного полка полковник принц Фейзулла Мирза Каджар за боевое отличие был произведен в генерал-майоры, а 30 мая того же года, он был назначен командиром 2-й бригады.
14 мая командир Татарского конного полка полковник князь Бекович-Черкасский был назначен командиром 1-го гвардейского Кирасирского полка. Командиром Татарского конного полка был назначен полковник князь Леван Луарсабович Магалов. 22 мая начальник штаба дивизии генерал-майор П. А. Половцов был назначен Главнокомандующим войсками Петроградского военного округа. Из телеграммы П. А. Половцова одному из инициаторов сформирования Татарского конного полка Мамед Хану Зиятханову:
Получив разрешение военного министра сохранить мундир Татарского конного полка, прошу вас передать мусульманскому населению Елизаветпольской губернии и Борчалинского уезда, что я с гордостью буду хранить память о доблестном полке, собранном в их же среде, во главе коего я имел честь состоять полтора года. Бесконечным рядом подвигов на полях Галиции и Румынии мусульмане показали себя достойными потомками великих предков и верными сынами нашей великой Родины.

Главнокомандующий войсками Петроградского военного округа генерал Половцов.
В период летнего наступления войск Юго-Западного фронта Татарский конный полк в составе 2-й бригады действовал западнее города Станиславов.
24 июня 1917 года постановлением Временного правительства было разрешено награждать «солдатскими» Георгиевскими крестами офицеров «за подвиги личной храбрости и доблести». Постановлением Георгиевской Думы Татарского конного полка за бой у Калуша были награждены Георгиевскими крестами 4-й степени: командир полка полковник князь Леван Магалов, поручик Джамшид хан Нахичеванский, корнеты князь Хаитбей Шервашидзе и граф Николай Бобринский.
В тяжелейших условиях лета 1917 года, когда фронт был прорван, а русская армия деморализована, и части её беспорядочно покидали позиции, кавказские воины стояли насмерть.

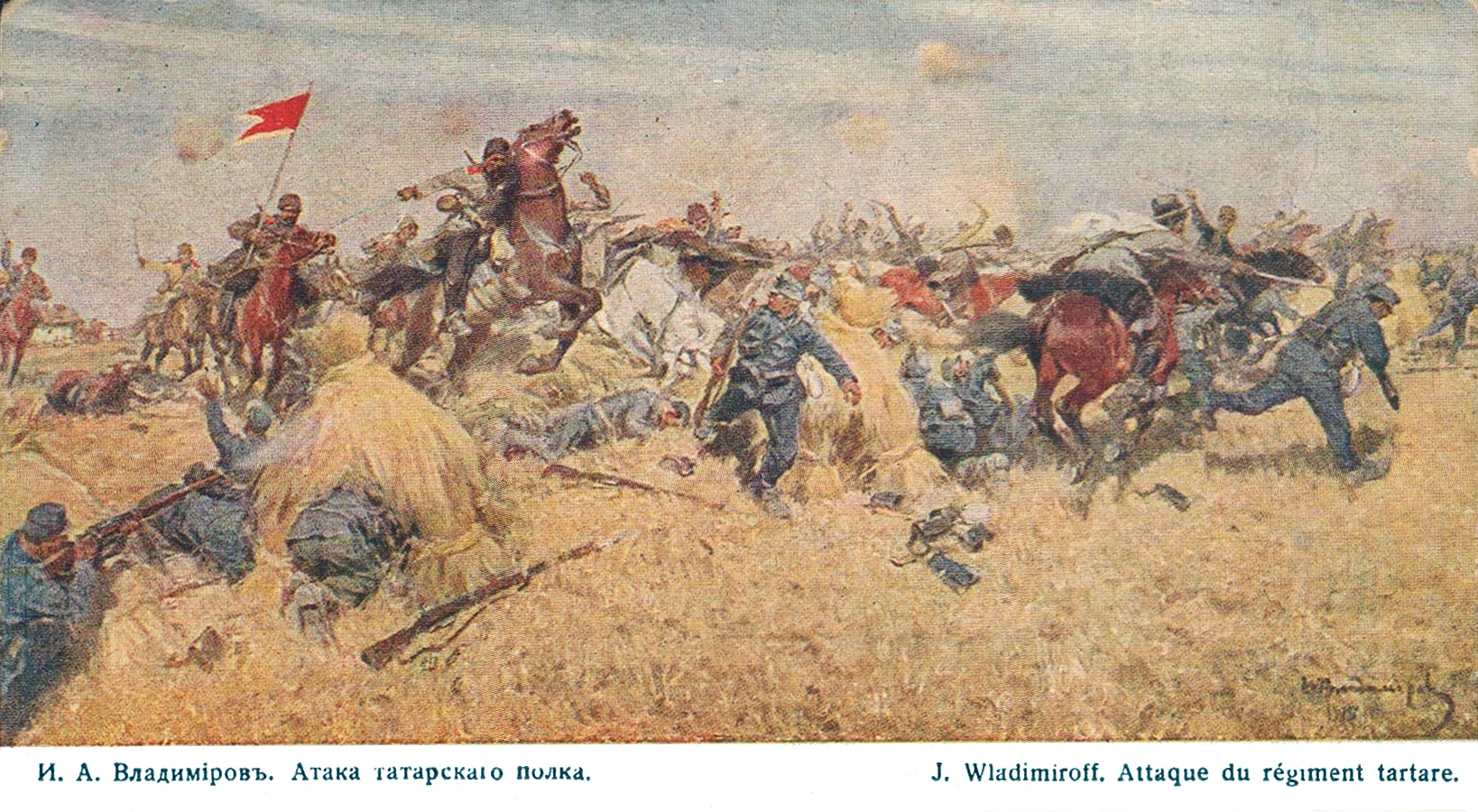
И. А. Владимиров. Атака татарского полка

Из статьи «Верные сыны России», опубликованной в газете «Утро России»:
…Кавказская туземная дивизия, все те же многострадальные „дикие“, жизнями своими оплачивающие торгово-предательские счеты русской армии „братания“, её свободу и её культуру. „Дикие“ спасли русскую армию в Румынии; „дикие“ безудержным ударом опрокинули австрийцев и во главе русской армии прошли всю Буковину и взяли Черновицы. „Дикие“ ворвались в Галич и гнали австрийцев неделю тому назад. И вчера вновь „дикие“, спасая отступавшую митинговую колонну, рванулись вперед и отбив позиции, спасли положение… „Дикие“ инородцы… они заплатят России кровью за всю ту землю, за всю ту волю, которых требуют сегодня же организованные солдаты, бегущие с фронта на тыловые митинги.
Многочисленных боевых наград были удостоены воины Татарского конного полка. Особо отличились унтер-офицеры и рядовые всадники: полными Георгиевскими кавалерами, то есть награждёнными Георгиевскими крестами всех четырех степеней стали: Алибек Набибеков, Саяд Зейналов, Мехти Ибрагимов, Алекпер Хаджиев, Дацо Дауров, Александр Кайтуков. Тремя Георгиевскими крестами и тремя Георгиевскими медалями был награждён Осман Ага Гюльмамедов. Зейнал Бек Садыхов, начав службу унтер-офицером в команде разведчиков, заслужил три Георгиевских креста и Георгиевскую медаль, а после производства за военные отличия в офицеры был удостоен четырех боевых орденов.
За годы войны через службу в конном Татарском полку прошло без малого шестьдесят офицеров разных национальностей. Примерно половину из них составляли русские офицеры, служили также азербайджанцы, грузины, кабардинцы, осетины, абхазцы. Были офицеры украинского, немецкого, татарского, шотландского, французского и польского происхождения. Среди них подполковники Александр Альбрехт и Нух Бек Софиев, ротмистр Сергей Багрецов, штабс-ротмистры Николай Казбеги, Сулейман Бек Султанов, Михаил Хоранов, поручик Селим Бек Султанов, корнеты Андрей Берс, Шарль (Карл) Тестенуар, прапорщики, из вольноопределяющихся, граф Михаил Муравьев-Амурский, принц Идрис Ага Каджар и другие.
Шесть офицеров полка были удостоены ордена Святого Георгия Победоносца 4-й степени. Пять офицеров награждены были Георгиевским оружием, причем один из них, штабс-ротмистр Джелал бек Султанов — посмертно. Два офицера, полковники князь Федор Николаевич (Тембот Жанхотович) Бекович-Черкасский и Всеволод Дмитриевич Старосельский, впоследствии были назначены командирами, соответственно гвардейского Кирасирского (бывший лейб-гвардии Кирасирский Его Величества) и гвардейского Конного (бывший лейб-гвардии Конный) полков.
В конце августа 1917 года в Тифлисе состоялся мусульманский благотворительный вечер в пользу увечных и семей погибших воинов Кавказской туземной конной дивизии. Газета «Кавказский край» писала в связи с этим:
Посетив мусульманский вечер, мы отдадим только крошечную частицу того громадного неоплатного долга, который лежит на всей России, на всех нас перед Кавказом и перед льющей свою кровь уже три года за Россию — благородной дикой дивизией.
Тогда же, в конце августа, было принято решение переформировать Кавказскую туземную конную дивизию в Кавказский туземный конный корпус. С этой целью в состав дивизии были переданы Дагестанский и Осетинский конные полки. После сформирования корпус должен был быть направлен на Кавказ в распоряжение командующего Кавказской армией.

## Расформирование
В конце сентября — начале октября 1917 года части и подразделения корпуса, включая Татарский полк, были переброшены на Кавказ. Штаб корпуса находился во Владикавказе, а штаб 1-й Кавказской туземной конной дивизии в Пятигорске. После Октябрьской революции в Петрограде корпус ещё какое-то время сохранял в общих чертах свою организацию как воинское соединение. Ещё в октябре — ноябре 1917 года командир корпуса генерал П. А. Половцов проводил смотры полков. 24 октября он прибыл в Елизаветполь, где принял участие в заседании Мусульманского национального комитета. 26 октября, как было указано в одном из приказов корпусу, в колонии Еленендорф, возле Елизаветполя, он «смотрел Татарский полк». Однако к январю 1918 года Кавказский туземный конный корпус прекратил своё существование.
В конце 1917 года решением Особого Закавказского Комитета начато было формирование Мусульманского (Азербайджанского) корпуса под командованием генерал-лейтенанта Али-Ага Шихлинского. Корпус в общих чертах был сформирован к концу апреля — началу мая 1918 года. В состав корпуса вошел и конный Татарский полк.
После провозглашения 28 мая 1918 года Азербайджанской Демократической Республики (АДР) и создания национальной армии, конный Татарский полк был включен в состав Конной дивизии.

## Командиры
- 23.08.1914—25.02.1916 — полковник Половцов, Пётр Александрович
- 25.02.1916—14.05.1917 — полковник князь Бекович-Черкасский, Фёдор Николаевич
- 05.07.1917—хх.хх.1918 — полковник князь Магалов, Леван Луарсабович

## Знамя полка
- Пожалован 21 января 1916 года простой штандарт образца 1900 года. Кайма светло-синяя, шитье серебряное. Навершие образца 1857 (армейское) высеребренное. Древко темно-зеленое с высеребренными желобками. Государственный герб. Штандарт был пожалован, но до полка не дошёл, так как к октябрю 1916 года он еще не был изготовлен.

## Шифровка на погонах
Буквы Тт-жёлтые

## Форма полка
Черкеска, бешмет, рубаха, папаха — чёрная, погон — красный, башлык — тёмно-красный.

## Другие формирования этого имени
В русской императорской армии существовал ещё другой Татарский конный полк. Он был сформирован 3 апреля 1797 года из литовских татар под именем Пинского конного полка; 31 октября 1798 года поименован Татарским конным полком; в ноябре 1807 года переформирован в Татарский уланский полк; расформирован в 1833 году.
16 июля 1891 года из эскадронов, отделенных по одному от разных драгунских полков, сформирован был 47-й драгунский Татарский полк. Высочайшим приказом от 6 декабря 1907 года был переименован в 15-й уланский Татарский полк.